# Accoppiamento di Russell-Saunders
In chimica e in fisica, in particolare in fisica atomica e in chimica fisica, l'accoppiamento di Russell-Saunders è uno schema di accoppiamento spin-orbita che descrive l'interazione tra il momento angolare orbitale totale e lo spin totale degli elettroni in un atomo leggero.
In una configurazione elettronica in cui valga tale accoppiamento, il livello energetico che caratterizza gli elettroni è determinato dal termine spettroscopico, e lo stato fondamentale è predetto dalle regole di Hund.

## L'accoppiamento LS
Tale schema, detto anche accoppiamento LS, prevede che l'accoppiamento nel caso vi siano atomi leggeri (generalmente Z < 30) sia efficace solo quando i momenti orbitali agiscono cooperativamente: i momenti di spin si interagiscono fra di loro formando un momento angolare di spin totale S; la stessa cosa avviene per i momenti angolari orbitali che si sommano ottenendo il momento angolare orbitale totale L. L'interazione tra L e S, anche detta accoppiamento LS, è formalmente definita dal momento angolare totale J dato da:
{\displaystyle \mathbf {J} =\mathbf {L} +\mathbf {S} =\sum _{i}\mathbf {l} _{i}+\sum _{i}\mathbf {s} _{i}}
Questa approssimazione è valida finché il campo magnetico esterno è debole; nel caso contrario i due momenti si disaccoppiano dando luogo alla separazione dei livelli energetici: tale fenomeno è noto come effetto Paschen-Back.